# 屍体愛好癖
『屍体愛好癖』（原題：Necroticism - Descanting the Insalubrious） は、イギリスのエクストリーム・メタル・バンド、カーカスが1991年に発表した3作目のスタジオ・アルバム。

## 背景
バンドは新メンバーのマイケル・アモットを迎えてツイン・ギター編成となり、音楽的には初期2作のグラインドコア路線から、1990年代初頭のスラッシュメタルの影響を反映したデスメタルに移行していった。なお、本作まではジェフ・ウォーカーとビル・スティアーがリード・ボーカルを分担していたが、その後スティアーはギターに専念したいと思うようになり、次作『ハートワーク』（1993年）ではウォーカーが単独でボーカルを担当した。

## 評価
Jason Birchmeierはオールミュージックにおいて5点満点中4点を付け「彼らの最高傑作ではないにせよ、彼らの過去を反映しつつ、後の作品への伏線も示した、最も興味深い作品の一つである」「以前の作品、または以後の作品を支持する向きからは見過ごされがちだが、1990年代初頭のデスメタルのアルバムとしては、特に傑出した作品の一つ」と評している。Loudwire.comのスタッフが2016年に選出した「1990年代のハードロック+メタル・アルバム・トップ90」では59位にランク・イン。

## リイシュー
2008年にCD + DVDのフォーマットで限定発売された再発盤は、CDに本作の全8曲とEP『Tools of the Trade』からの3曲が収録され、DVDには2007年制作のドキュメンタリー映像『The Pathologist's Report: Part III Mass Infection』が収録された。

## 収録曲
全曲とも作詞はジェフ・ウォーカーによる。
1. 屍体で花をさかせましょう "Inpropagation" – 7:07
  - 作曲：ビル・スティアー、ケン・オーウェン
2. 人体ジグソー・パズル "Corporal Jigsore Quandary" – 5:48
  - 作曲：ビル・スティアー、ケン・オーウェン、マイケル・アモット
3. 疫魔交響曲第二番 "Symposium of Sickness" – 6:56
  - 作曲：ケン・オーウェン
4. 由緒正しき屠殺場 "Pedigree Butchery" – 5:16
  - 作曲：ビル・スティアー
5. 硫酸どろどろなんでも溶かす "Incarnated Solvent Abuse" – 5:00
  - 作曲：ビル・スティアー、マイケル・アモット
6. 肉体不協和音 "Carneous Cacoffiny" – 6:43
  - 作曲：ビル・スティアー
7. リゼルジン酸による嘔吐、吐瀉物による洗浄 "Lavaging Expectorate of Lysergide Composition" – 4:03
  - 作曲：ビル・スティアー
8. 若き臨床科医の肖像 "Forensic Clinicism / The Sanguine Article" – 7:10
  - 作曲：ビル・スティアー

### 2008年デラックス・エディション盤ボーナス・トラック
1. "Tools of the Trade" – 3:05
  - 作曲：ビル・スティアー、マイケル・アモット
2. "Pyosified (Still Rotten to the Gore)" – 3:08
  - 作曲：ビル・スティアー
3. "Hepatic Tissue Fermentation II" – 6:38
  - 作曲：ビル・スティアー

### 2008年デラックス・エディション盤ボーナスDVD
1. "Mike's Musical Input"
2. "A Label for Release"
3. "Corporal Jigsore Quandary"
4. "Achieving the Sound"
5. "The Album Imagery"
6. "Classic Carcass"
7. "Meaning of the Album Title"
8. "Back to the Rehearsal Rooms"
9. "Red Dwarf "Smeg & the Heads""
10. "Death Threats"
11. "Credits"
12. "1992 Interview + Bonus Footage"

## 参加ミュージシャン
- ジェフ・ウォーカー - ボーカル、ベース
- ビル・スティアー - ボーカル、ギター
- マイケル・アモット - ギター、アディショナル・ボーカル
- ケン・オーウェン - ドラムス、アディショナル・ボーカル